# Brays Efe
Brays Fernández Vidal, conocido como Brays Efe (Las Palmas de Gran Canaria, 30 de septiembre de 1988), es un actor español conocido por su papel protagonista en la serie de Netflix Paquita Salas (2016-2019) y su participación posterior en el programa Tu cara me suena (2018-2019) de Antena 3.

## Biografía
Nació en Las Palmas de Gran Canaria, aunque se crio en una granja en Nigrán (Pontevedra) y posteriormente en Calahorra (La Rioja). Estudió Comunicación Audiovisual en la Universidad Complutense de Madrid y ha trabajado como periodista, ayudante de casting y locutor de radio.

## Trayectoria profesional
Comenzó su carrera participando con pequeños papeles en películas como Faraday y El futuro en 2013, además de como colaborador de Gran Hermano 15: El debate (2014) durante una gala y en varios episodios de El Tea Party de Alaska y Mario, interpretando a El Mayordomo. Posteriormente, ha escrito y dirigido tres cortometrajes y dos obras para microteatro, entre los que se encuentran La gente que come mucho o La mesa baila. Su primer papel protagonista en cine fue el de Mateo en Cómo sobrevivir a una despedida, película dirigida por Manuela Burló Moreno, donde compartió cartel con Natalia de Molina, María Hervás, Úrsula Corberó y Celia de Molina.
En 2016, alcanzó la popularidad después de encarnar a Paquita Salas en la serie web homónima Paquita Salas, interpretación por la que recibió el premio Feroz al mejor actor protagonista de una serie en 2017, además de varias nominaciones en las posteriores ediciones de los Premios Feroz y en los Premios Iris y la Unión de Actores y Actrices. En 2018 y 2019 estrenó la segunda y tercera temporada, respectivamente, de Paquita Salas, continuando con el rol principal en la misma. También participó en la gala de los Premios Goya 2018 con un monólogo encarnando a su personaje Paquita Salas.
En 2018 fue uno de los concursantes de Tu cara me suena, el programa musical de imitaciones de Antena 3, donde obtuvo el sexto puesto. Ese mismo año, presentó las Campanadas de fin de año de Canarias en la misma cadena televisiva. En 2019 tuvo un papel secundario en la película de Inés de León ¿Qué te juegas? y un año más tarde protagonizó Orígenes secretos, junto a Javier Rey y Verónica Echegui. Ese mismo año, tuvo un rol recurrente en la serie de HBO Por H o por B, interpretando a Olivier. En 2021 se anunció su fichaje por Amazon Prime Video para presentar Celebrity Bake Off junto a Paula Vázquez.

## Filmografía

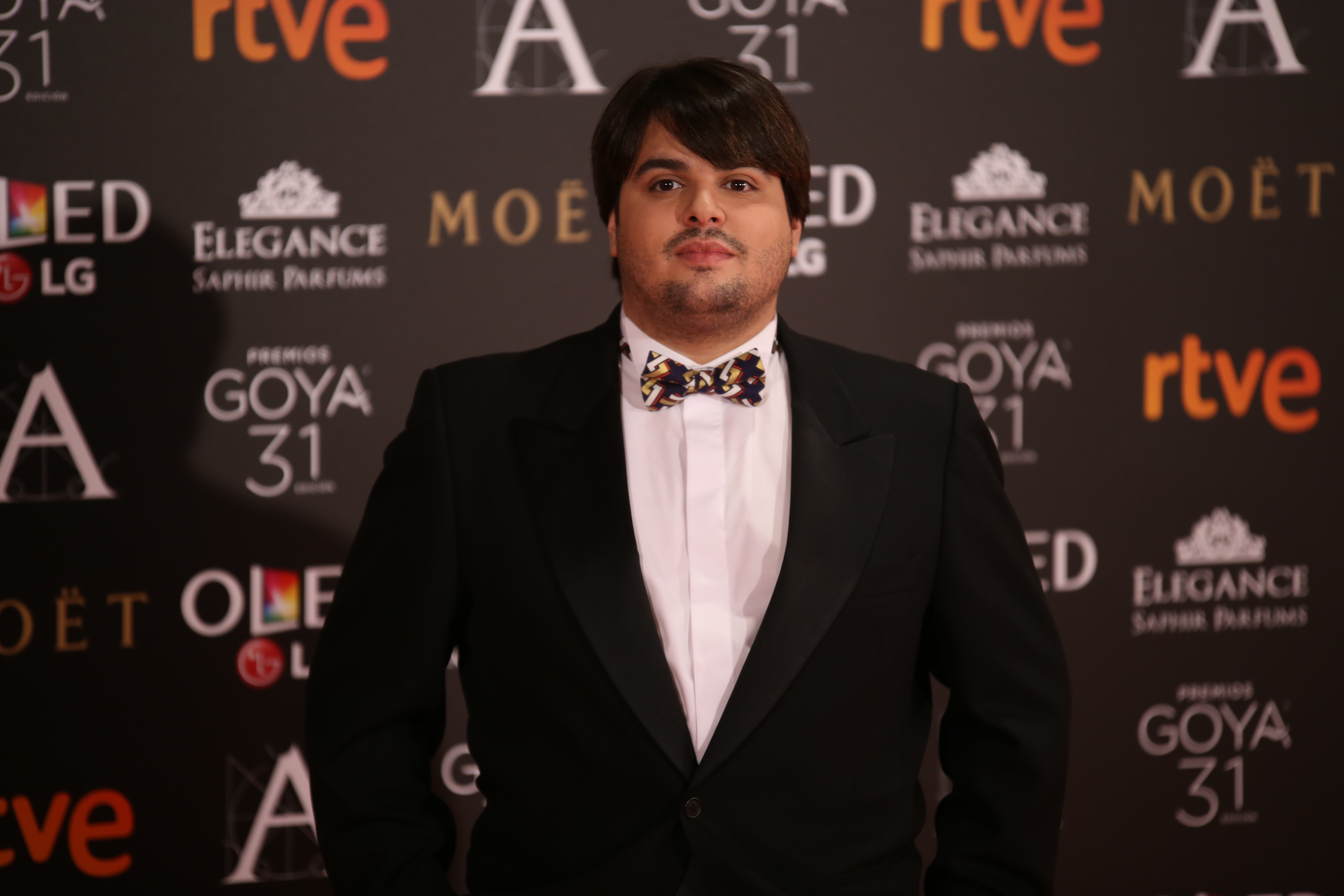
Brays Efe en los Premios Goya 2017

### Cine
| Año  | Título                          | Personaje     | Director               |
| ---- | ------------------------------- | ------------- | ---------------------- |
| 2013 | Faraday                         | Bloguero      | Norberto Ramos del Val |
| 2013 | El futuro                       | Extra         | Luis López Carrasco    |
| 2015 | Cómo sobrevivir a una despedida | Mateo         | Manuela Burló Moreno   |
| 2016 | La sexta alumna                 | Mangui        | Benja de la Rosa       |
| 2017 | El año de la plaga              | Miguel        | C. Martín Ferrera      |
| 2017 | Proyecto tiempo                 | Dani          | Isabel Coixet          |
| 2018 | Paella today                    | El Influencer | César Sabater          |
| 2019 | ¿Qué te juegas?                 | Álex          | Inés de León           |
| 2020 | Orígenes secretos               | Jorge Elías   | David Galán Galindo    |
| 2022 | Historias para no contar        | Jota          | Cesc Gay               |
| 2023 | El fantástico caso del Golem    | Juan          | Burnin Percebes        |

### Televisión

#### Series
| Año       | Título                           | Cadena              | Rol                       | Notas                    |
| --------- | -------------------------------- | ------------------- | ------------------------- | ------------------------ |
| 2016–2019 | Paquita Salas                    | Flooxer / Netflix   | Paquita Salas             | Principal, 16 episodios  |
| 2017      | Ella es tu padre                 | Telecinco           | Presentador de Corazonada | Invitado, 1 episodio     |
| 2018      | Looser                           | Flooxer             | Juan Paul                 | Invitado, 2 episodios    |
| 2019      | Terror y feria                   | Flooxer             | Él mismo                  | Invitado, 1 episodio     |
| 2020–2023 | Por H o por B                    | HBO España          | Olivier                   | Recurrente, 13 episodios |
| 2020      | Veneno                           | Atresplayer Premium | Florentino Fernández      | Invitado, 1 episodio     |
| 2024      | Tengo que morir todas las noches | Prime Video         | Artie                     | Principal, 8 episodios   |
| 2025      | Superestar                       | Netflix             | Ximo                      | Invitado, 1 episodio     |

#### Programas
| Año         | Título                            | Cadena             | Rol         |
| ----------- | --------------------------------- | ------------------ | ----------- |
| 2014        | Gran Hermano 15: El debate        | Telecinco          | Colaborador |
| 2017        | Yasss                             | Mtmad              | Presentador |
| 2018 - 2019 | Tu cara me suena 7                | Antena 3           | Concursante |
| 2018 - 2019 | Campanadas de fin de año Canarias | Antena 3           | Presentador |
| 2018 - 2019 | Lo siguiente                      | TVE                | Colaborador |
| 2021        | Celebrity Bake Off                | Amazon Prime Video | Presentador |

### Teatro
| Año         | Título                    | Personaje                 | Notas        |
| ----------- | ------------------------- | ------------------------- | ------------ |
| 2016 - 2017 | Dextrocardíaco            | Marc                      | Protagonista |
| 2017        | La Llamada                | Sor Bernarda de los Arcos | Sustitución  |
| 2017        | El príncipe y la corista  | Príncipe Nicolás          | Protagonista |
| 2019 - 2020 | Las cosas extraordinarias | Niño                      | Protagonista |

## Premios y nominaciones
| Año  | Premio                      | Categoría                             | Trabajo       | Resultado | Ref.   |
| ---- | --------------------------- | ------------------------------------- | ------------- | --------- | ------ |
| 2017 | Premios Feroz               | Mejor actor protagonista de una serie | Paquita Salas | Ganador   | [ 16 ] |
| 2017 | Unión de Actores y Actrices | Actor revelación                      | Paquita Salas | Nominado  | [ 17 ] |
| 2019 | Premios Feroz               | Mejor actor protagonista de una serie | Paquita Salas | Nominado  | [ 18 ] |
| 2019 | Premios Iris                | Mejor interpretación masculina        | Paquita Salas | Nominado  | [ 19 ] |
| 2020 | Premios Feroz               | Mejor actor protagonista de una serie | Paquita Salas | Nominado  | [ 20 ] |